# لاميفودين
لاميفودين (بالإنجليزية: Lamivudine)‏ هو مثبط قوي للمنتسخة العكسية يتم تسويقه تحت اسم إبيفير (Epivir). لكي يصبح نشطا لا بد من فسفرته إلى ثلاثي الفوسفات.
لاميفودين (بالإنجليزية Lamivudine)، ويعرف عادةً باسم «3 تي سي»، دواء مضاد للفيروسات القهقرية يُستخدم للوقاية من فيروس عوز المناعة البشرية ومرض الإيدز وعلاجهما. يُستخدم الدواء أيضًا لعلاج التهاب الكبد ب المزمن عند عدم توافر خيارات علاجية الأخرى. يُعد اللاميفودين فعالًا في علاج فيروس عوز المناعة البشرية من النمطين 1 و2، ويُستخدم عادةً بالتشارك مع مضادات الفيروسات القهقرية الأخرى مثل الزيدوفودين والأباكافير. يمكن تطبيقه في الوقاية من فيروس عوز المناعة البشرية بعد احتمال التعرض للمرض. يتوافر الدواء ضمن منتجات سائلة أو أقراص مضغوطة تؤخذ عبر الفم.
تشمل التأثيرات الجانبية الشائعة كلًا من الغثيان والإسهال والصداع والتعب والسعال، وتتضمن التأثيرات الأخطر الأمراض الكبدية والحماض اللاكتيكي واشتداد أعراض التهاب الكبد ب بين المصابين سابقًا بالمرض. من الآمن استخدام الدواء لدى المرضى الأكبر من ثلاثة أشهر ويمكن إعطاؤه للحوامل، كما يمكن أخذ الدواء مع الطعام أو دونه. ينتمي اللاميفودين إلى مثبطات إنزيم النسخ العكسي النيوكليوسيدي، ويعمل عبر إعاقة عمل إنزيم النسخ العكسي الخاص بفيروس عوز المناعة البشرية وبوليميراز فيروس التهاب الكبد ب.
سُجلت براءة اختراع الدواء عام 1995، ونال موافقة الاستخدام في الولايات المتحدة في ذات العام، وأُدرج على قائمة الأدوية الأساسية لمنظمة الصحة العالمية، وهو متاح ضمن الأدوية المكافئة.

## الاستخدامات الطبية
يستطب استخدام اللاميفودين (إبيفير) بالتشارك مع العوامل الأخرى المضادة للفيروسات القهقرية لعلاج العدوى بفيروس عوز المناعة البشرية من النمط 1. يُستطب استخدم الدواء (إبيفير إتش بي في) لعلاج عدوى فيروس التهاب الكبد ب المزمن بوجود دليل على انتساخ الفيروس ب والتهاب الكبد الفعال.
استخدم اللاميفودين لعلاج التهاب الكبد ب المزمن بجرعة أقل من تلك اللازمة لعلاج فيروس عوز المناعة البشرية/الإيدز. يحسن الدواء من الانقلاب المصلي لالتهاب الكبد ب إيجابي المستضد إي ومن المرحلة النسيجية الكبدية. يؤدي الاستخدام طويل الأمد لهذا الدواء إلى ظهور طفرات مقاومة في فيروسات التهاب الكبد ب (طفرات التسلسل YMDD)، ورغم هذا ما يزال استخدام اللاميفودين شائعًا لأنه جيد التحمل بين المرضى.

## المقاومة
أظهرت الدراسات التي أجرتها مجموعة ريموند شنازي في جامعة إيموري على فيروس عوز المناعة البشرية وجود مستويات عالية من المقاومة الفيروسية المترافقة مع الطفرة M184V/I في مورثة إنزيم النسخ العكسي. ادعت شركة غلاكسو سميث كلاين للأدوية أن طفرة M184V تنقص من «ملاءمة الفيروس» بسبب النتائج التي أظهرت أن استمرار العلاج باللاميفودين تسبب عودة ظهور الفيروس بمستويات أقل بكثير، وأن سحب الدواء يرفع مستويات الحمل الفيروسي مع اختفاء سريع لطفرات M184V. نتيجة ذلك تبنت غلاكسو سميث كلاين وجود فوائد من استمرار العلاج باللاميفودين حتى عند وجود مقاومة فيروسية مرتفعة، لأن هذه الفيروسات المقاومة «أقل ملاءمة».
اقترحت دراسة «كوليت» عدم وجود فائدة من استمرار العلاج باللاميفودين لدى المرضى المقاومين للدواء. لعل التفسير الأفضل الذي تطرحه البيانات يتمثل في أن استمرار العلاج بالدواء يملك تأثيرًا جزئيًا مضادًا للفيروسات حتى عند وجود طفرة M184V.
في التهاب الكبد ب، وُصفت المقاومة الفيروسية على اللاميفودين للمرة الأولى في موقع YMDD (تيروسين-ميثيونين-أسبارتات-أسبارتات) في مورثة إنزيم الانتساخ العكسي لفيروس التهاب الكبد ب. يتألف هذا الجين من 344 حمضًا أمينيًا ويشغل الكودونات من 349 إلى 692 على الجينوم الفيروسي. تمثل طفرات M204V/I/S أشيع طفرات المقاومة المكتشفة. إن تغير تسلسل الحموض الأمينية من YMDD إلى YIDD يسبب نقصًا بمقدار 3.2 مرة في معدلات الخطأ في تكوين إنزيم النسخ العكسي، وهذا يرتبط مع عيب نمو كبير في الفيروس. تشمل طفرات المقاومة الأخرى كلًا من L80V/I وV173L وL180M.